# Битва при Паксах
Битва при Паксах – зіткнення на морі, котре сталось у 229 р. до н.е. під час війни іллірійців-ардієїв з грецькими містами узбережжя Іонічного та Адріатичного морів. 
В один з моментів Деметрієвої війни македонський цар, не маючи змоги власноруч допомогти акарнанцям проти Етолійського союзу, заплатив за втручання іллірійцям. Останні розбили етолійців під Медіоном, після чого захоплена здобич викликала в них бажання продовжити операції біля грецького узбережжя. В одному з походів вони напали на острів Керкіра та обожили розташоване тут однойменне місто. Його мешканці звернулись за допомогою до Етолійського та Ахейського союзів, це прохання також підтримали розташовані північніше на узбережжі сучасної Албанії Аполлонія та Епідамн (останній нещодавно ледве врятувався від нападу іллірійської ескадри, котра далі пішла на Керкіру). У відповідь на це звернення для допомоги керкірянам були споряджені 10 ахейських кораблів.   
Іллірійці отримали від союзних акарнанців підкріплення у 7 кораблів та перестріли ворога південніше від Керкіри, біля островів Паксос та Антипаксос. В наступному бою акарнанські кораблі не змогли нічого вдіяти з виставленою проти них частиною ахейської ескадри – так само, як і вона ніяк не змогла зашкодити їм. На іншому фланзі іллірійці зв'язали свої лодії по чотири та сміливо підставлялись прямо під удари ворожих суден. Хоча при цьому частина лодій зазнавала пошкоджень, проте їх зв'язка залишалась на носі ворожого корабля, на який вилазили іллірійці та, завдяки чисельній перевазі, перемагали команду. Таким чином було захоплено чотири ахейських судна, ще одне затонуло разом з командиром ескадри Маргом. Після цього інші ахейські кораблі, котрі бились з акарнанськими, змогли відірватись від них та полишили поле бою.
Мешканці Керкіри ще певний час витимували облогу, проте у підсумку здались та допустили в місто гарнизон на чолі з Деметрієм Фарським, тоді як іллірійська ескадра повернулась до Епідамна та обложила його.